# Shōko Tamura
Shōko Tamura (jap. 田村 翔子 Tamura Shōko; ur. 14 kwietnia 1990 w Kamisato, w prefekturze Saitama, w Japonii) – japońska siatkarka grająca na pozycji przyjmującej i środkowej. Obecnie występuje w drużynie Pioneer Red Wings.